# Železniško postajališče Otovec
Železniško postajališče Otovec je eno izmed železniških postajališč v Sloveniji, ki oskrbuje bližnje naselje Sela pri Otovcu.